# Sphex jansei
Sphex jansei är en biart som beskrevs av Cameron 1910. Sphex jansei ingår i släktet Sphex och familjen grävsteklar. Inga underarter finns listade i Catalogue of Life.